# Bowen Yang
Bowen Yang est un acteur et scénariste américain né le 6 novembre 1990 à Brisbane en Australie.

## Filmographie

### Acteur

#### Cinéma
- 2013 : Suff from the 90's!
- 2013 : Mother of Dragons
- 2013 : HBO Go : un policier
- 2014 : Your Mom's House! : Guy
- 2014 : Dry Me Crazy : le responsable de la laverie
- 2014 : Dress Like a Pedophile
- 2015 : Big and Beautiful : Preppy Guy
- 2016 : Masc Only : Bowen
- 2016 : Sex with My Teacher
- 2019 : Isn't It Romantic : le mec de Donny
- 2020 : Cicada : Hudson
- 2021 : Floaters Dot Com : le présentateur du journal télévisé
- 2022 : Le Secret de la cité perdue : Ray le modérateur
- 2022 : Fire Island : Howie
- 2022 : Bros : Lawrence Grape
- 2022 : La Nuit au musée : Le Retour de Kahmunrah : Ronnie
- 2023 : Le Roi singe : le roi dragon
- 2023 : Dicks: The Musical : Dieu
- 2023 : Please Don't Destroy: The Treasure of Foggy Mountain : Deetch Nordwind
- 2023 : Good Burger 2 : Bowen Yang
- 2024 : La Légende du tigre : Sidney
- 2024 : Garfield : Héros malgré lui : Nolan
- 2024 : Wicked : Pfannee
- 2025 : Tangles: A Story About Alzheimer's, My Mother and Me
- 2025 : The Wedding Banquet
- 2026 : Le Chat chapeauté

#### Télévision
- 2011-2014 : Icebreakers : Felix
- 2016 : Broad City : le vendeur associé (2 épisodes)
- 2016 : The Outs : Jason (4 épisodes)
- 2018 : High Maintenance : Brian (1 épisode)
- 2019-2024 : Saturday Night Live : Kim Jong-un et autres personnages (107 épisodes)
- 2020 : Unbreakable Kimmy Schmidt : Kimmy contre le révérend : Kim Jong-un
- 2020 : Archer : Win Li (1 épisode)
- 2020-2023 : Awkwafina Is Nora from Queens : Edmund (17 épisodes)
- 2021 : Girls5eva : Zander (2 épisodes)
- 2022 : Duncanville : Garrett (2 épisodes)
- 2023 : HouseBroken : Lonnie (1 épisode)
- 2023 : Les Simpson : Richard (1 épisode)
- 2023 : Scott Pilgrim prend son envol (1 épisode)
- 2023-2024 : Gremlins : l'administrateur céleste (5 épisodes)
- 2024 : Le Deuxième Meilleur Hôpital de la Galaxie : plusieurs personnages (6 épisodes)
- 2024 : Monstres et Cie : Au travail : Carter (2 épisodes)
- 2024 : Late Night with Seth Meyers : Frank (1 épisode)
- 2024 : Fantasmas : Dodo (3 épisodes)
- 2024 : Jentry Chau, une ado contre les démons : plusieurs personnages (13 épisodes)

### Scénariste
- 2006 : Mashable : 6 épisodes
- 2013 : The Morning Announcements : 6 épisodes
- 2018-2019 : Saturday Night Live : 21 épisodes
- 2019 : 76e cérémonie des Golden Globes
- 2021 : Schmigadoon! : 1 épisode